# Вильмонт, Николай Николаевич
Николай Вильмонт (псевдоним, настоящее имя — Николай Николаевич Вильям-Вильмонт; 22 февраля (7 марта) 1901, Москва — 19 июля 1986, Москва) — советский переводчик-германист, литературовед, историк культуры. Доктор филологических наук, член-корреспондент Академий наук ГДР и ФРГ. Автор трудов о немецкой классической литературе и философии, статей и воспоминаний о советских поэтах.

## Биография
Окончил Высший литературно-художественный институт им. Брюсова в 1926 году. Начал печататься с 1921 года. Член Союза писателей с 1938. Перед войной доцент Литинститута, член редколлегии журнала «Интернациональная литература».
С начала Великой Отечественной войны в народном ополчении, с конца 1941 инструктор-литератор 7-го отделения политотдела армии, затем в этой же должности в 7-м отделе политуправлений Западного, Калининского, 2-го Украинского фронтов. Был другом и свояком Бориса Пастернака, написал воспоминания о поэте (вышли отдельным изданием: М.: Сов. писатель, 1989.— 224 с.). Пастернак посвятил Николаю Николаевичу стихотворение 1927 года «Пространство».
Автор работ о Гёте (1957), Шиллере, Гердере, Г. Форстере, Т. Манне. Редактор-составитель однотомника Гёте (1950) и Ф. Шиллера (1954). Редактор собрания сочинений Шиллера в 7 томах (1955—57) и Т. Манна в 10 томах. Переводчик Гёте, Шиллера, Бехера.
Похоронен в колумбарии на Донском кладбище (22 колумбарий,17 секция) в 1 нише с женой и дочкой.

## Семья
- Сестра — Ирина Николаевна Пастернак (1897—1987), была замужем за инженером-архитектором А. Л. Пастернаком.
- Вторая жена — Наталия Ман, переводчица.
  - Дочь — Екатерина Вильмонт, писательница.
- От первого брака с архитектором Ниной Павловной Воротынцевой (1900–1930) имел дочь Марию Николаевну Вильям.

## Переводы
- Шиллер Ф. Мария Стюарт.